# Atrichelaphinis
Atrichelaphinis is een geslacht van kevers uit de familie bladsprietkevers (Scarabaeidae). Het geslacht werd voor het eerst wetenschappelijk beschreven in 1898 door Kraatz.

## Soorten
- Ondergeslacht Atrichelaphinis Kraatz, 1898
  - = Elaphinis Péringuey, 1907
  - Atrichelaphinis nigropunctulata (Péringuey, 1896)
    - = Cetonia nigropunctulata Péringuey, 1896
    - = Elaphinis nigropunctulata (Péringuey)
    - = Elaphinis nigropunctata (Péringuey)

  - Atrichelaphinis tigrina (Olivier, 1789)
    - = Cetonia tigrina Olivier, 1789[2]
    - = Cetoninus (Cetonia) tigrina (Olivier) MacLeay, 1838
    - = Elaphinis tigrina (Olivier)
    - = Cetonia furvata Fabricius, 1798
    - = Atrichelaphinis furvata (Fabricius)
    - = Euryomia furvata (Fabricius)
- Ondergeslacht Eugeaphinis Rojkoff & Perissinotto, 2015[3]
  - Atrichelaphinis bjornstadi Rojkoff & Perissinotto, 2015[3]
  - Atrichelaphinis bomboesbergica Rojkoff & Perissinotto, 2015[3]
  - Atrichelaphinis deplanata Moser, 1907
    - = Atrichelaphinis deplanata Moser, 1907
    - = Atrichelaphinis deplanate (Moser)
    - = Anelaphinis deplanata Moser
    - = Anelaphinis kwangensis Burgeon, 1931
    - = Atrichelaphinis kwangensis (Burgeon)

  - Atrichelaphinis garnieri Rojkoff & Perissinotto, 2015[3]
  - Atrichelaphinis rhodesiana (Péringuey, 1907)
    - = Niphetophora rhodesiana Péringuey, 1907
    - = Anelaphinis rhodesiana (Péringuey)

  - Atrichelaphinis simillima (Ancey, 1883)
    - = Elaphinis simillima Ancey, 1883
    - = Anelaphinis simillima (Ancey)
    - = Atrichelaphinis simillima Müller, 1939

  - Atrichelaphinis sternalis (Moser, 1914)
    - = Anelaphinis sternalis Moser, 1914

  - Atrichelaphinis vermiculata (Fairmaire, 1894)
    - = Elaphinis vermiculata Fairmaire, 1894
    - = Anelaphinis vermiculata (Fairmaire)
    - = Atrichelaphinis vermiculata (Fairmaire)
- Ondergeslacht Heterelaphinis Antoine, 2002
  - Atrichelaphinis nigra Antoine, 2002
  - Atrichelaphinis quadripunctata (Lansberge, 1882)
    - = Elaphinis quadripunctata Lansberge, 1882
    - = Atrichelaphinis quadripunctata (Lansberge)
    - = Cetonia quadripunctata (Lansberge)

  - Atrichelaphinis sexualis Schein, 1956
    - = Leptothyrea sexualis Schein, 1956